# Memphis Motorsports Park
Le Memphis Motorsports Park est un ovale américain basé à Millington dans le Tennessee. D'une longueur de 0,75 mile (1,2 km), il peut accueillir 28 000 spectateurs assis. 

## Courses actuelles
- NASCAR Nationwide Series
- NASCAR Camping World Truck Series